# Dorfkirche Rühstädt

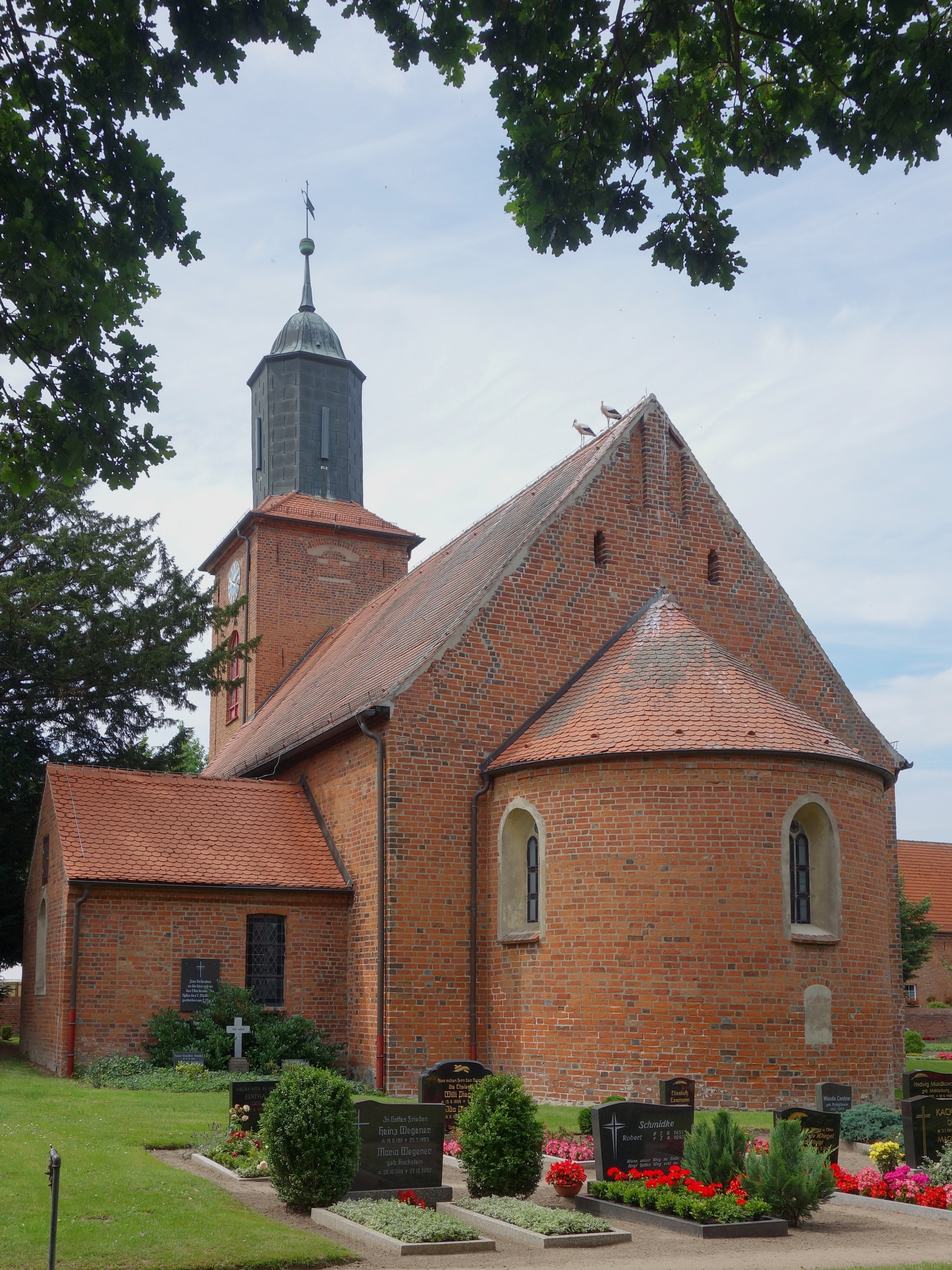
Dorfkirche in Rühstädt

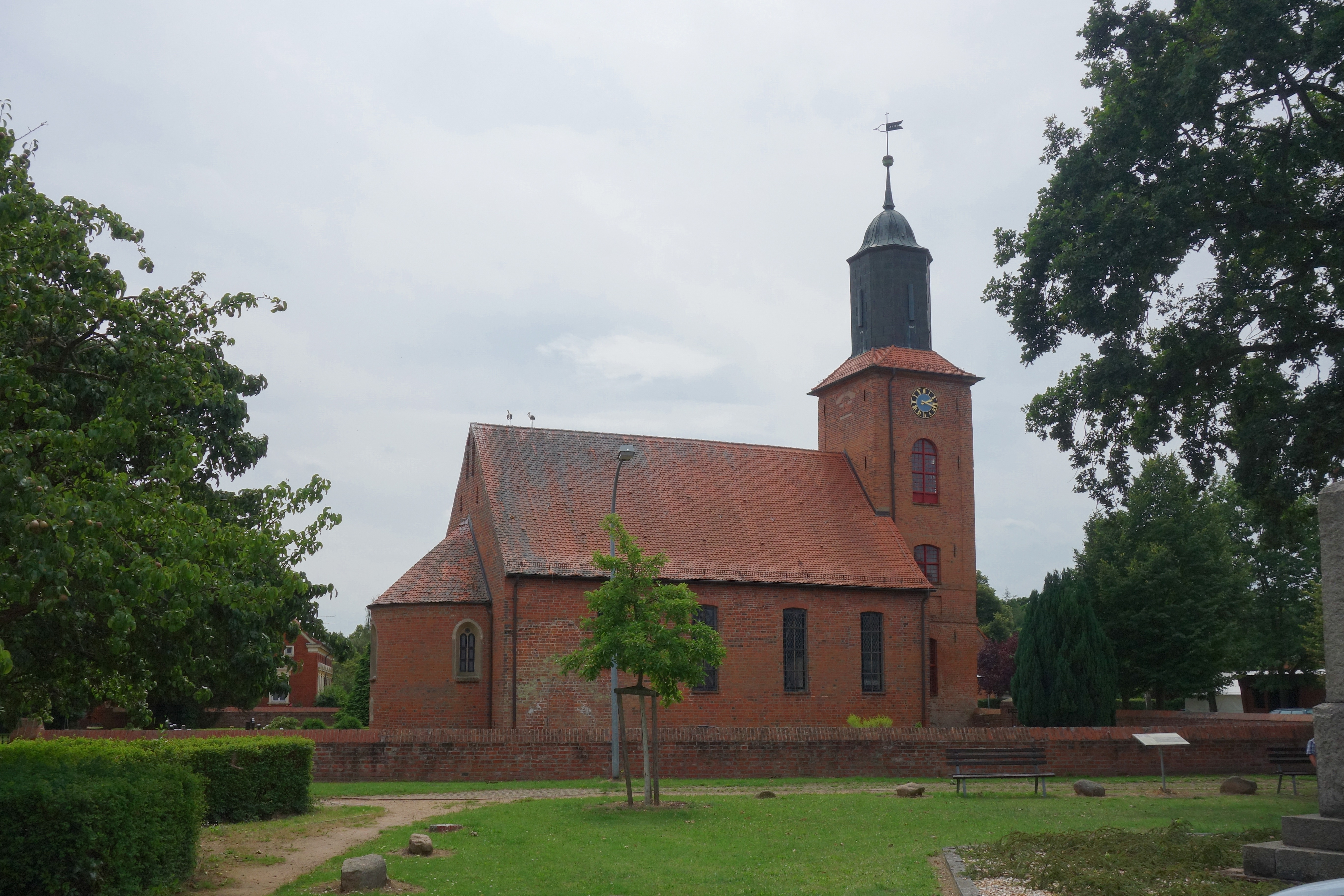
Ansicht von Norden

Die evangelische Dorfkirche in Rühstädt, einer Gemeinde im Landkreis Prignitz in Brandenburg, stammt im Kern aus dem 15. Jahrhundert. Die Kirche an der Rühstädter Dorfstraße, inmitten des Friedhofs, ist ein geschütztes Baudenkmal und gehört zu den Offenen Kirchen. Sie gehört zum Pfarrsprengel Rühstädt im Kirchenkreis Prignitz der Evangelischen Kirche Berlin-Brandenburg-schlesische Oberlausitz.

## Architektur
Die Kirche ist ein spätgotischer Saalbau aus Backstein in retrospektiver Formensprache mit halbkreisförmiger Apsis, der nach dendrochronologischer Datierung 1455 (d) (Ankerhölzer am Giebel) unter dem Kirchenpatronat derer von Quitzow erbaut wurde. Nach dem Aussterben der von Quitzows übernahm die Adelsfamilie derer von Grumbkow Dorf und Kirchenpatronat. Sie ließen das Bauwerk im Jahr 1722 barock überformen (Inschrift, Dachwerk von 1733 d) und um den massiven, eingezogenen Westturm erweitern. Eine erneute Umgestaltung erfolgte durch die Familie von Jagow in den Jahren 1843 und 1887–1990. Eine Restaurierung erfolgte im Jahr 1961.
An der Südseite ist ein Bauteil mit Patronatsloge aus dem 18. Jahrhundert angebaut. Das Schiff ist flachgedeckt; in der Apsiskalotte findet sich eine spätgotische Malerei mit einer Darstellung des Weltgerichts mit mehreren Wappen, die 1890 stark restauriert wurde.

## Ausstattung

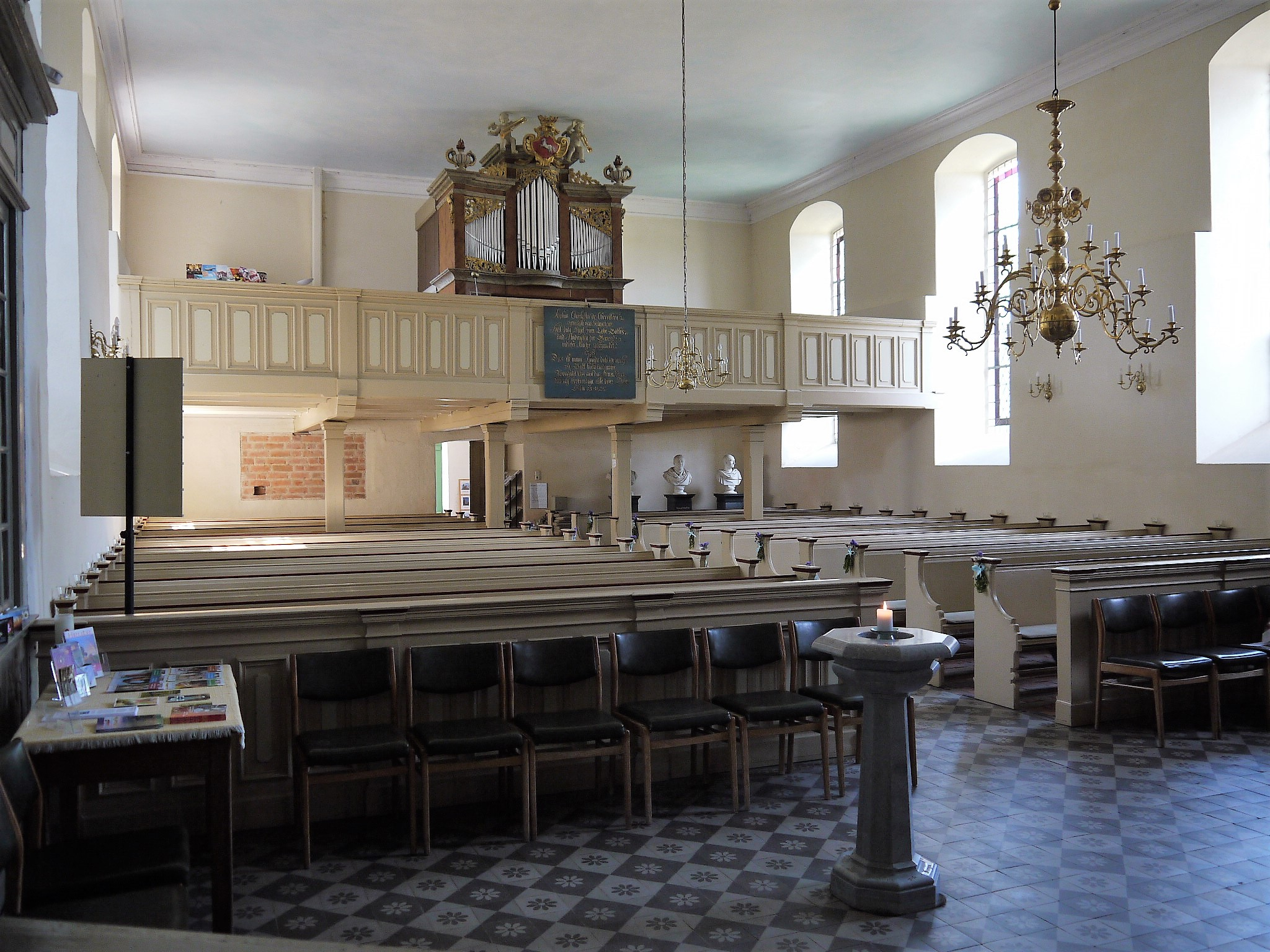
Innenraum, Blick zur Orgel (2018)

Ein restaurierter handwerklicher spätgotischer Schnitzaltar vom Anfang des 15. Jahrhunderts zeigt im Schrein die von Petrus und Paulus flankierte Marienkrönung, in den Flügeln ist links die Verkündigung, rechts Johannes der Täufer und der Heilige Georg dargestellt. Der Kanzelkorb ist barock.
Mehrere fein gearbeitete figürliche Grabdenkmäler der Familie Quitzow sind bemerkenswert. Am bedeutendsten ist das Wandepitaph Dietrich von Quitzows († 1593) links neben der Apsis, das in Typus und Ornamentik die Formensprache der italienischen Renaissance aufnimmt. Die gerüstete Nischenfigur des im nahen Legde erschlagenen Adeligen (dessen Denkmal dort zu finden ist) ist von reich ornamentierten korinthischen Säulen mit Gebälk gerahmt und mit reichem allegorischen Beiwerk versehen, über dem Gebälk befindet sich ein Relief mit der Auferstehung. Konventioneller ist das Sandstein-Epitaph des Dietrich von Quitzow († 1569) rechts neben der Apsis ausgebildet, das vermutlich ein Werk des Braunschweiger Meisters Jürgen Spinnrad ist. Über dem Inschriftsockel mit Rollwerkrahmung steht die überlebensgroße gerüstete Gestalt des Verstorbenen in einer rundbogigen Nische, seitlich von reichem Wappenschmuck eingefasst. Als Bekrönung dient ein Relief, das Christus mit der Siegesfahne zeigt.
Im Boden eingelassen sind die Grabsteine dieser beiden Quitzows; links ist der ältere zusammen mit seiner Frau Ilse von Veltheim dargestellt. An der Apsiswand stehen zwei Figurengrabsteine für Georg († 1527) und Dietrich von Quitzow († 1552), vermutlich aus derselben Werkstatt, sowie das Bildnis einer Tochter Georgs von Quitzow, Äbtissin von Heiligengrabe († 1525). – An der Südwand ist ein prächtiger bronzener Sargdeckel für Friedrich Wilhelm von Grumbkow († 1739) zu sehen, der 1974 aus dem damals abgerissenen Gruftraum nördlich der Kirche geborgen wurde. Das 1788 datierte Wandgrab des Thomas Günther von Jagow zeigt einen ausgewogenen klassizistischen Säulenaufbau, über dem Gebälk sind trauernde Putten sowie Bild und Wappen des Verstorbenen angeordnet. Das Denkmal für Bertha von der Schulenburg, geborene von Jagow zeigt ein Marmorrelief mit Mutter und Kind von Friedrich Drake aus dem Jahr 1842. Unter der Westempore befinden sich Marmorbüsten von Angehörigen der Familie von Jagow: O. F. v. Jagow († 1810) von Karl (Carl) Friedrich Wichmann und Th. A. v. Jagow († 1854) von Karl Cauer.

## Orgel

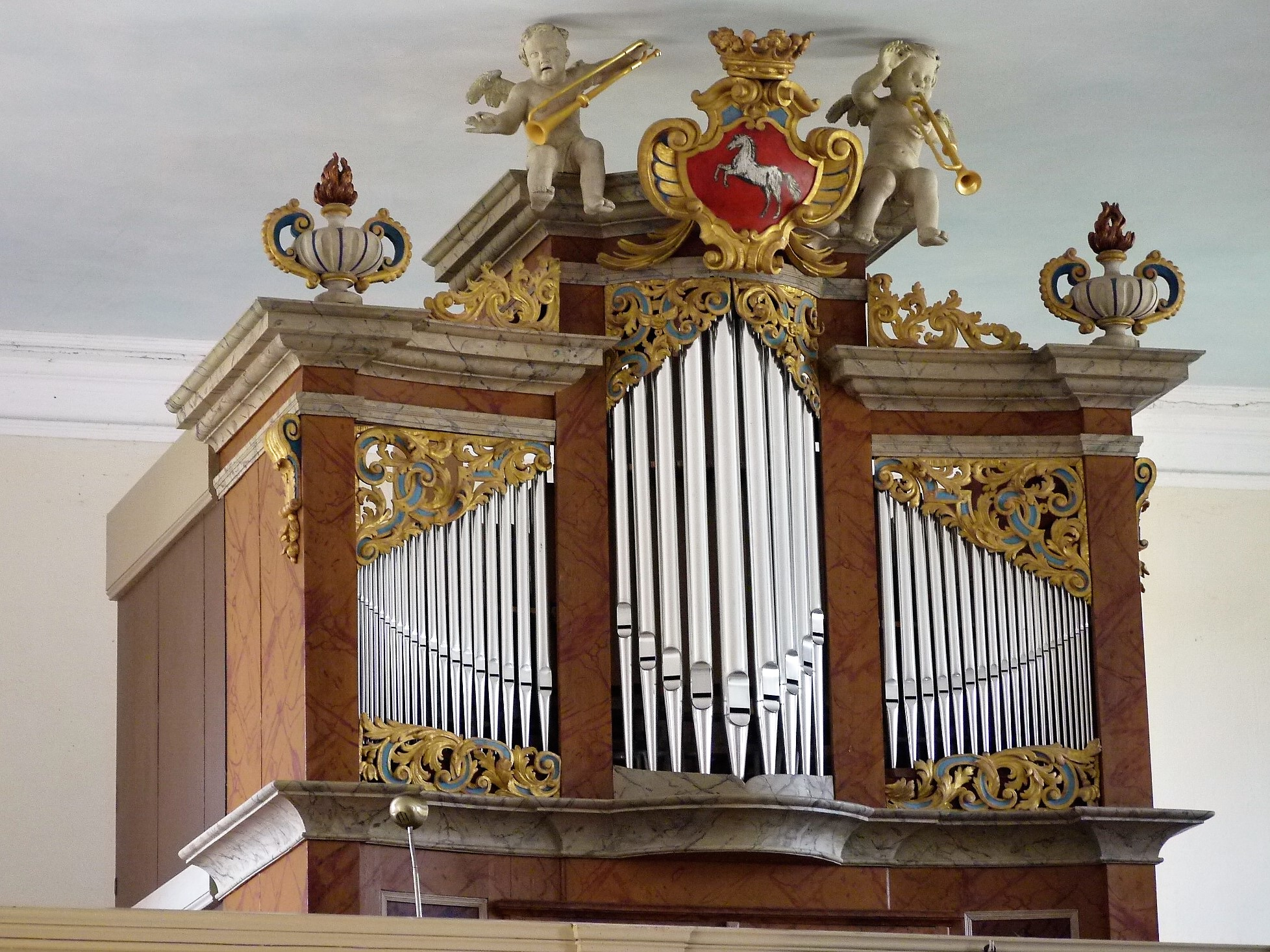
Wagner-Orgel (2018)

Die Orgel, gestiftet von Sophie Charlotte von Grumbkow, wurde 1738 von Joachim Wagner aus Berlin erbaut. Friedrich Hermann Lütkemüller führte mehrere Veränderungen durch. Zum Ende der 1980er Jahre war das Instrument in einem sehr schlechten Zustand. Das aufwendig gestaltete Gehäuse hatte einen Anstrich mit Ölfarbe erhalten; das Stifterwappen war durch den Holzwurm zerstört, der Spielschrank durch eine Elektroinstallation entstellt. Nachdem die Kirche zum Anfang des 21. Jahrhunderts saniert wurde, wurde 2005 mit der Sanierung der Orgel begonnen. Die Firma Orgelbau Waltershausen stellte dabei die Originaldisposition wieder her. Sie hat heute zehn Register auf einem Manual und Pedal.
Die Disposition lautet:
| I Manual CD–c3 |       |
| Gedackt        | 8′    |
| Principal      | 4′    |
| Rohrflöt       | 4′    |
| Nassat         | 3′    |
| Octav          | 2′    |
| Quint          | 1 ⁄2′ |
| Cornet         | III   |
| Mixtur         | IV    |

| Pedal CD–c1 |     |
| Subbass     | 16′ |
| Posaun      | 8′  |

Koppeln: Pedalkoppel.